# Щёголев, Владимир Иванович
Владимир Иванович Щёголев — советский хозяйственный, государственный и политический деятель, Герой Социалистического Труда.

## Биография
Родился в 1916 году в Новохопёрске. Член КПСС с года.
С 1932 года — на хозяйственной, общественной и политической работе. В 1932—1991 гг. — лаборант, техник, старший лаборант, старший техник, инженер ВЭИ, участник Великой Отечественной войны, старший инженер, начальник лаборатории, начальник отдела, конструктор военной техники, начальник отделения Центрального научно-исследовательского института автоматики и гидравлики Министерства оборонной промышленности СССР.
Указом Президиума Верховного Совета СССР от 15 сентября 1976 года присвоено звание Героя Социалистического Труда с вручением ордена Ленина и золотой медали «Серп и Молот».
Умер в Москве в 2006 году.